# Flughafen Eskişehir-Anadolu

i8
i11
i13
Der Flughafen Hasan Polatkan (türkisch Hasan Polatkan Havalimanı, IATA-Code: AOE, ICAO-Code: LTBY) ist ein türkischer Flughafen nahe der Stadt Eskişehir. Er wird durch die Flugschulabteilung der Anadolu-Universität betrieben, von der auch ein Teil des Namens stammt. Er liegt auf dem Gebiet ihres Luftverkehrs-Campus, etwa fünf Minuten vom Hauptsitz der Universität.
Der Flughafen wurde nach dem türkischen Politiker Hasan Polatkan benannt.
Neben dem Einsatz für die Universität wird der Flughafen auch unregelmäßig von Turkish Airlines bedient.